# 梅彥昌
梅彥昌（英語：Boey Yin Chang, Freddy，1956年—），新加坡华人教授，国际生物材料工程專家及企業家，現香港城市大學第六任校長及大學傑出教授，前新加坡國立大學常務副校長（創新與企業）。

## 生平
梅彥昌祖籍廣東四邑，其父在四邑出生，因家境貧困而移居到新加坡謀生。梅彥昌1980年畢業自澳洲莫納什大學，考獲工程學士（材料工程）學位，在1987年獲新加坡國立大學博士學位。

## 學術生涯
- 2004年至2010年间出任南洋理工大學材料科学与工程学院院长
- 2011年1月至2017年9月间担任南洋理工大学常务副校长兼教务长
- 2018年1月出任新加坡國立大學高级副校长（研究生教育与转化研究）
- 2023年5月14日出任香港城市大學校長

## 科研生涯
梅彥昌是新加坡把生物材料應用到醫學器材的始創者，拥有127项原创专利，发掘了几家衍生公司。當中可定制的疝网已获得美国和中国食品药品管理局批准，由中美合资开发。而另一项发明成果是完全以生物降解材料制成的心血管支架，生产公司Amaranth 获硅谷创投公司基金资助，也已获得以美国为基地的波士顿科学公司 Boston Scientific 注资，广泛地供美国当局批准的临床试验所使用。他成立的衍生公司Peregrine开发的产品是抗青光眼药物，以纳米胶囊研发眼药水释放系统。梅彥昌教授的研究成果发表于至少345份权威学术期刊，引用数达2万3555，H指数为71。

## 公職
梅彥昌现为新加坡卫生科学局和多所国家级研究中心董事会成员，也曾分别在政府科技局、国防科技研究院加入董事会，曾出任新加坡全国网络安全研究室以及新加坡铁路学院成员。

## 榮譽
- 亞太區材料學院院士
- 新加坡工程師學院創始院士
- 倫敦帝國學院醫學院院士榮銜
- 英格蘭羅浮堡大學名譽博士學位
- 印度尼西亞大學榮譽教授
- 南京郵電大學榮譽教授
- 南京工業大學榮譽教授
- 2013年獲新加坡總統科學與科技獎

## 外部連結
- 梅彥昌教授 校長及大學傑出教授 （页面存档备份，存于）
- 梅彥昌教授 （页面存档备份，存于）

| 學術機關職務 | 學術機關職務                | 學術機關職務 |
| ------------ | --------------------------- | ------------ |
| 前任： 郭位  | 香港城市大學校長 2023年5月- | 繼任： 現任  |